# Daniel L'Homond
 (octobre 2010).
Si vous disposez d'ouvrages ou d'articles de référence ou si vous connaissez des sites web de qualité traitant du thème abordé ici, merci de compléter l'article en donnant les références utiles à sa vérifiabilité et en les liant à la section « Notes et références ».
Daniel L'Homond, né le 13 juin 1954 à Pau, est un conteur, et auteur français de souche périgourdine par sa mère et andalouse par son père. Il vit en Périgord. Ses histoires, parfois de colorations occitanes, évoquent le monde contemporain avec humour et poésie.

## Biographie
Daniel L'Homond passe son enfance et sa jeunesse dans le Périgord.
Baccalauréat de Lettres Classiques à Cahors en 1972, court passage comme employé de banque, puis Maître d'Internat et étudiant à l'Université d'Anglais de Bordeaux III. 
Ensuite, il voyage pendant des années avec guitare et histoires. Vagabond nourri de Kerouac et Rimbaud, il vit et survit en Angleterre, Californie, Louisiane, Mexique, Espagne, Russie, Japon, Corée, Québec, Afrique, etc. Premières créations de chansons, contes et poèmes.
Le Québec est le pays qui marque le plus L'Homond ; c'est d'ailleurs à Québec-ville qu'il étrenne son métier de conteur-chanteur dans les boîtes à chansons à partir de 1979. Il restera plus d'un an, reviendra souvent et nouera des amitiés et des attaches solides.
Daniel L'Homond se produit dans les multiples festivals de France et du monde. 
Depuis 1986, il écrit et conte aussi pour France-Bleu-Périgord et l'Atelier de Création de Radio-France.
Auteur et interprète de contes Pays d'Oc pour France 3 (en français, anglais et occitan), et de Contes Express pour Aqui TV.

## Œuvre

### Discographie
- Salut (33 t. Éditions Sandwiches variés)
- Contes presque bleus  (La Licorne /Scalène)
- Contes des petites choses (La Licorne /Scalène)
- Les Contes Mitoyens (L'autre label)
- Parfois les arbres (Oui'Dire)

### Spectacles scéniques
- Contes Panachés
- Tokyo Blues Express
- Le Bestiaire
- La Lièvre
- Contes de Lascaux
- Contes en-avant
- Légendes sur mesures, fausses visites guidées, célébrations contées...
- Les lieux disent
- Croquantes
- Vide-Grenier
- Parfois les arbres

## Extraits de texte
« ... Chez lui, la langue maternelle, c'était pas l'occitan, l'arabe ou le turc ; chez lui, la langue maternelle, c'était le silence.
« Le sage ne dit rien » : on prête ces mots à Confucius. On prête beaucoup à Confucius, on prête surtout à confusion. Parce que j'en connais qui ont la bêtise silencieuse... Il y a tellement de choses qu'on peut dire sans paroles, c'est sûr, mais pour dire qu'on peut le dire sans paroles, il faut bien des paroles. Et tous les mots sont des mots de passe. »         
(dans Vide-grenier)
« ... Les arbres donnent parfois de l'obscurité, mais on joue avec des traits de lumière, avec l'ajour ; on se sort toujours de l'obscurité ... C'est beaucoup plus dur avec l'obscurantisme... »
(dans Parfois les arbres)